# Sideroxylon nadeaudii
Sideroxylon nadeaudii är en tvåhjärtbladig växtart som först beskrevs av Emmanuel Drake del Castillo, och fick sitt nu gällande namn av Jenny E.E. Smedmark och Arne A. Anderberg. Sideroxylon nadeaudii ingår i släktet Sideroxylon och familjen Sapotaceae. IUCN kategoriserar arten globalt som otillräckligt studerad. Inga underarter finns listade i Catalogue of Life.